# Annemarie Schönherr
Annemarie Schönherr, geb. Schmidt (* 14. August 1932 in Zörbig, Landkreis Bitterfeld; † 21. März 2013 in Potsdam) war eine deutsche Theologin, Pfarrerin und feministische Aktivistin, die vor allem in der DDR wirkte. Ihr Hauptbeschäftigungsfeld lag in der feministischen Theologie.

## Leben
Schönherr wuchs in einem christlichen Elternhaus in der DDR auf. Ihr Vater war Lehrer, Heimatforscher und Kirchenältester. Nach dem erfolgreichen Abschluss des Abiturs begann sie 1951 an der Martin-Luther-Universität Halle-Wittenberg ihr Studium der Evangelischen Theologie, um „ihrem Denken einen Inhalt zu geben, der ihr Leben lang gestaltungskräftig sein konnte“, das sie 1961 abschloss. Ihr politisches Interesse wurde durch die Studierendengemeinschaft stark bestimmt. Schönherr sagt dazu in einem 2001 gehaltenen Vortrag zum Thema Freiheit in deutsch-deutscher Erinnerung: „Unserem Studentenpfarrer Johannes Hamel gelang es, uns zu vermitteln, daß Gott auch in der ungeliebten DDR gegenwärtig ist. Er mahnte uns, unsere Gesellschaft, auch ihre Regierenden, im Licht der Verheißung Gottes zu sehen“. Durch ihre Ausbildung kam sie zum Predigerseminar in Brandenburg, das Albrecht Schönherr nach dem Modell der antifaschistischen Bekennenden Kirche Dietrich Bonhoeffers in Finkenwalde gestaltet hatte. Nach der Theologiestudium arbeitet sie zuerst am Institut für neutestamentliche Forschung, ab 1961 als Pfarrerin in Halle-Gesundbrunnen. Kurzzeitig war sie als Reisesekräterin der Evangelischen Studierendengemeinde in der DDR tätig. Nachdem sie 1963 den verwitweten evangelischen Pfarrer (und späteren Bischof) Albrecht Schönherr geheiratet hatte, musste sie ihr Pfarramt aufgeben und arbeitete seitdem ehrenamtlich. Dem Bischofsamt ihres Ehemannes geschuldet zog die Familie Schönherr nach Eberswalde und wechselte in die Berlin-Brandenburgische Landeskirche.
Von 1965 bis 1988 leitete sie die Pfarrfrauenarbeit, zuerst in Berlin-Brandenburg, dann in der gesamten DDR. Seit 1969 war sie Mitglied im Präsidium des Evangelischen Kirchentages in der DDR, von 1990 bis 1999 hatte sie den Vorsitz inne. In den Folgejahren war sie Mitglied des Präsidiums des Deutschen Evangelischen Kirchentages. Von 1975 bis 1991 war Schönherr Mitglied im Kuratorium der Evangelischen Akademie Berlin-Brandenburg. In den Jahren 1981 bis 1991 war sie Vorsitzende der Evangelischen Frauenarbeit in der DDR und von 1986 bis 1994 Mitglied im Koordinierungsausschuss des Ökumenischen Forums Christlicher Frauen Europas. 1997 leitete sie zusammen mit Bärbel Wartenberg-Potter die Feministisch-Theologische Basisfakultät beim Kirchentag und in Leipzig.
Sie verfasste zahlreiche Aufsätze, vor allem zur Situation der Frauen in der Kirche und zur feministischen Theologie. Am 6. April 2013 wurde sie in Potsdam beigesetzt.

## Wirken

### Feministische Theologie
Annemarie Schönherr hat sich in ihrem Leben für die Rechte der Frauen in der Theologie, besonders im Christentum, eingesetzt. Aufgrund ihrer eigenen Erfahrungen war es ihr wichtig, dass Pfarrfrauen von ihnen inhaltlich selbst geplante Treffen organisieren konnten und sich nicht nur um den Pfarrhaushalt kümmern mussten. Aus einem Zusammentreffen verschiedener Menschen in der Wohnung der Familie Schönherr im März 1981 bildete sich ein Arbeitskreis zum Thema feministische Theologie. Dieser Arbeitskreis war zwei Jahre lang beim Kirchenbund angesiedelt. 1987 wurde ein weiterer Arbeitskreis Feministische Theologie gegründet, dem Frauen und Lesben aus verschiedenen Landeskirchen angehörten. Für Schönherr war die Frauenfrage direkt mit der Frage nach sozialer Gerechtigkeit für alle Menschen verbunden. Sie übte damit Kritik an der patriarchalen Welt, Kirche und Theologie.

### Ökumenisches Forum Christlicher Frauen in Europa
Schönherr wurde im ÖFCFE Mitglied des Koordinierungsausschusses und des Ausschusses für Gerechtigkeit und Frieden. Sie setzte sich im ökumenischen Kontext vor allem für Versöhnung und Frieden ein. Zur 1. Europäischen Ökumenischen Versammlung vom 15.–21. Mai 1989 in Basel hielt sie hierzu einen der Hauptvorträge zum Thema „Frieden“.  Dabei sollten Frauen das Patriarchat durchbrechen und Verantwortung als eigenständige und selbstständig denkende Menschen übernehmen sowie wichtige Positionen der Gesellschaft, Politik und Kirche einnehmen. In einem eigenen Kommentar zu ihrem Vortrag nannte sie folgende Zeilen als sinnbildlich für ihr Gelerntes von den Frauen der DDR und dem ÖFCFE:
„Ein Hoffnungszeichen sind viele Frauen, die sich verbünden und denen ich mich verbunden weiß. Spät, vielen unbequem, aber zunehmend unüberhörbar, mischen sie sich ein. Ihre Umkehr ist vor allem ein Einzug. Sie erheben den Anspruch, auf allen Ebenen und in allen Bereichen des Lebens in Gesellschaft und Kirche die Hälfte darzustellen, die sie in Wirklichkeit sind. Sie wollen nicht länger mit tödlichen Waffen geschützt werden, und das ungefragt. Sie möchten den Frieden lernen und ihn ihre Kinder lehren. Ihre Töchter und Söhne sollen stark werden für das komplizierte Leben, nicht für ein gewaltsames Sterben. Politik und Alltag, Öffentliches und Privates möchten sie zusammenbringen. Das ist viel mehr als in der Männerwelt zugelassen zu werden und in deren Denk-, Rede- und Arbeitsweisen mit zu funktionieren. Ihre Geschichte hat sie zu Expertinnen gemacht für die Sorge um die Kinder, um alte und hilfsbedürftige Menschen, für die Pflege zwischenmenschlicher Beziehungen. An diese Erfahrungen möchten sie anknüpfen und zugleich Männer in die sozialen Alltagsbezüge einbeziehen.“
 1987 reiste sie gemeinsam mit Elisabeth Raiser unter dem Thema „Frieden und Gerechtigkeit“ nach Minsk und Moskau.

## Annemarie-Schönherr-Preis
Seit dem 29. März 2014 vergibt die Evangelische Kirche Berlin-Brandenburg-schlesische Oberlausitz jährlich den Annemarie-Schönherr-Preis für gelungene Frauenarbeit in Gemeinden und Kirchenkreisen. Der Preis ist mit 1000 € dotiert. Für den Preis können nur Frauen vorgeschlagen werden. Die Vorschläge müssen von Kirchengemeinden, -kreisen oder kirchlichen Frauengruppen eingereicht werden. Relevante Kriterien sind dabei:
- Regionalübergreifende Ausstrahlung
- Nachhaltige Veränderungen
- Generationsübergreifende Wirkung

## Belege
1. 1 2 3 4 5 6 7  Ulrike E. Auga (2019): Annemarie Schönherr. In: Digitales deutsches Frauenarchiv. (digitales-deutsches-frauenarchiv.de [abgerufen am 20. Juli 2020]).
2. 1 2 3 4  Frauen als Reformatorinnen - Annemarie-Schönherr-Symposium. In: Kreisbeauftragtentag und Frauenkonferenz - Ein Tag für Frauen in der EKBO vom 29. März 2014 - Vortrag von Waltraut Hopstock. (adminkerygma.de [PDF; abgerufen am 6. Mai 2020]).
3. ↑  Elisabeth Raiser: Mutmacherin und Wegbereiterin: Annemarie Schönherr. In: 500 Jahre Reformation: Von Frauen gestaltet. (frauen-und-reformation.de [abgerufen am 20. Juli 2020]).
4. ↑  Manfred Richter, Elsbeth Zylia (Hrsg.): Mit Pflugscharen gegen Schwerter: Erfahrungen in der Evangelischen Kirche in der DDR 1949-1990. Bremen 1991, ISBN 978-3-926958-73-0, S. 111.
5. ↑  Nachruf Annemarie Schönherr. (archive.org [abgerufen am 8. Mai 2020]).
6. ↑  Theologin und Bischofswitwe Annemarie Schönherr gestorben. (evangelisch.de [abgerufen am 8. Mai 2020]).
7. ↑  Elisabeth Raiser, Annemarie Schönherr: Utopien werden Wirklichkeit? In: Ökumene weiblich - Frauen überschreiten Grenzen. Berlin 2010, ISBN 978-3-86596-268-3, S. 59.
8. ↑  Elisabeth Raiser, Annemarie Schönherr: Frieden in Gerechtigkeit für die ganze Schöpfung. Frieden. In: Frieden in Gerechtigkeit. Die offiziellen Dokumente der Europäischen Ökumenischen Versammlung 15.–21. Mai 1989 in Basel. Basel 1989, S. 288–299.
9. ↑  Annemarie Schönherr: Utopien werden Wirklichkeit? In: Ökumene weiblich - Frauen überschreiten Grenzen. Berlin 2010, ISBN 978-3-86596-268-3, S. 61.
10. ↑  Elisabeth Raiser, Annemarie Schönherr: Utopien werden Wirklichkeit? In: Ökumene weiblich - Frauen überschreiten Grenzen. Berlin 2010, ISBN 978-3-86596-268-3, S. 64.
11. ↑  Elisabeth Raiser, Annemarie Schönherr: Utopien werden Wirklichkeit? In: Ökumene weiblich - Frauen überschreiten Grenzen. Berlin 2010, ISBN 978-3-86596-268-3, S. 62.
12. ↑  Annemarie-Schönherr-Preis – Amt für kirchliche Dienste (AKD). In: Amt für kirchliche Dienste (AKD). (akd-ekbo.de [abgerufen am 6. Mai 2020]).

| Personendaten    | Personendaten                    |
| ---------------- | -------------------------------- |
| NAME             | Schönherr, Annemarie             |
| ALTERNATIVNAMEN  | Schmidt, Annemarie (Geburtsname) |
| KURZBESCHREIBUNG | deutsche evangelische Theologin  |
| GEBURTSDATUM     | 14. August 1932                  |
| GEBURTSORT       | Zörbig                           |
| STERBEDATUM      | 21. März 2013                    |
| STERBEORT        | Potsdam                          |